# 앤 디치번
앤 디치번(Anne Ditchburn, 1949년 10월 4일 ~ )은 캐나다의 배우, 안무가, 영화배우, 발레 무용수이다. 그녀는 록키 감독 존 G. 아빌드센이 감독하고 폴 소비노가 공동 주연을 맡은 영화인 (심각한 질병을 앓고 있는 댄서 역으로) 1979년 영화 슬로우 댄싱 인 빅 시티와 같은 영화의 헤드라인을 장식한 캐나다 발레 댄서, 안무가 및 영화 배우이다. 또한 존 버넌과 서맨사 에거와 함께 1983년 컬트 공포 영화 커튼스(Curtains)에서 불운한 발레 댄서 로리언 서머스(Laurian Summers) 역을 연기했다. 그녀는 거의 모든 영화 크레딧에서 춤을 췄고, 슬로우 댄싱 인 빅 시티에서 그녀의 작품으로 골든 글로브 후보에 올랐다. 캐나다국립발레단(National Ballet of Canada)에서 근무하는 동안 그녀는 매드 섀도스(Mad Shadows)와 키시즈(Kisses)를 포함하여 1970년대 가장 뛰어난 작품 중 일부를 안무하는 동시에 발레단을 이끌었다.

## 영화
- 미녀 배우 (1983년)
- 사랑의 시간 (1982년)
- 커밍 아웃 얼라이브 (1980년)
- 슬로우 댄싱 인 빅 시티 (1978년)